# Antigramma purdieaena
Antigramma purdieaena là một loài thực vật có mạch trong họ Aspleniaceae. Loài này được (Hook.) Sylvestre & P.G. Windisch mô tả khoa học đầu tiên năm 2002.